# Gabriela Sabatini
Gabriela Beatriz Sabatini (Buenos Aires, 16 de mayo de 1970) es una extenista profesional argentina, la más destacada en la historia de este deporte en el país.
En 1990, Sabatini ganó el US Open en individuales, convirtiéndose en la única tenista argentina en lograrlo y dos WTA Tour Championships en 1988 y 1994. También fue finalista de los torneos de Wimbledon 1991 y US Open 1988, año en que ganaría la medalla de plata en los Juegos Olímpicos.
En dobles, su actuación más destacada fue el campeonato de Wimbledon 1988 logrado junto a Steffi Graf. En 2006 fue incorporada al Salón de la Fama del Tenis Internacional.

## Carrera deportiva
Gabriela Sabatini comenzó a jugar al tenis en 1976, dando sus primeros pasos en las canchas a muy temprana edad. Su ascenso en el circuito juvenil fue meteórico, en 1982, con apenas 12 años, ganó el Mundialito Infantil en Caracas, un torneo que reunió a las principales promesas del tenis internacional.
En 1984, con tan solo 14 años, se convirtió en la jugadora más joven en consagrarse campeona del prestigioso Orange Bowl en la categoría de 18 años, uno de los torneos juveniles más relevantes del mundo.
Ese mismo año, fue reconocida como la número 1 del mundo junior por la ITF en singles y dobles, gracias a una temporada destacada en la que obtuvo títulos en Roland Garros (junior), los Campionati Internazionali d’Italia (Copa Bonfiglio) y otros cuatro torneos internacionales de alto nivel.
En julio de 1984, debutó con el equipo argentino en la Copa Federación (actual Billie Jean King Cup). Alcanzó las semifinales en 1986 y finalizó su participación en la competencia con un sólido récord de 24 victorias y 6 derrotas, incluyendo un registro de 13-3 en singles. Junto a Mercedes Paz, conformó una de las duplas más exitosas del tenis femenino argentino, con una marca invicta de 8 triunfos y ninguna derrota en dobles.
En octubre de 1984, con solo 14 años, Sabatini ingresó por primera vez al ranking profesional de la WTA, debutando en el puesto N.º 72 del mundo, marcando así el inicio de una carrera profesional que la llevaría a convertirse en una de las grandes figuras del tenis femenino internacional.
En 1985, Sabatini se convirtió en la participante más joven de una semifinal individual del Grand Slam, al clasificarse para esa ronda del Torneo de Roland Garros cuando sólo contaba con 15 años, siendo eliminada por la hasta ese momento cinco veces campeona Chris Evert. Semanas antes había sorprendido al mundo al llegar a su primera final en el torneo de Hilton Head, cuando —ocupando por entonces el puesto 38 del ranking— eliminó en una misma semana a Zina Garrison (9.º del mundo), a Pam Shriver (5.º) y a Manuela Maleeva (4.º), perdiendo la final ante Chris Evert, no sin antes sorprender por potencia y talento a la norteamericana, quien ese mismo día dijo de Sabatini: "Es lo más parecido que conocí a Evonne Goolagong".
A comienzos del año siguiente, se metió por primera vez en el selecto grupo de las top ten, lugar de donde no se iría sino hasta su retiro diez años después. Hasta diciembre de 2020 se encontraba entre las 4 tenistas que más estuvieron entre las 10 mejores del ranking en forma consecutiva (508 semanas).
En 1988 comenzaron sus mayores triunfos, ese año se impuso por primera vez en el Masters femenino, además de cosechar el primero de sus cuatro títulos en el Abierto de Italia en Roma. Ese mismo año obtuvo la medalla de plata en los Juegos Olímpicos de Seúl, donde también fue abanderada de la delegación argentina en la ceremonia de inauguración de estos Juegos. Ese mismo año también eliminó por primera vez a su rival clásica Steffi Graf en la final del torneo Boca Ratón, además de eliminarla también en las semifinales de Amelia Island. A fines de ese año, se consagró por primera vez campeona del prestigioso Masters femenino (WTA Tour Championships), donde logró una victoria destacada frente a la estadounidense Pam Shriver.
En 1988, Gabriela ganó su único título en Wimbledon, al consagrarse campeona en dobles femeninos junto a Steffi Graf. Derrotaron en la final a las soviéticas Zvereva/Neiland por 6-3, 1-6, 12-10, en un partido de alto dramatismo y duración. Fue el único título de Grand Slam en dobles tanto para Sabatini como para Graf. Años más tarde, Graf recordaría esa victoria como “mágica”, destacando la experiencia de compartir el título con Sabatini.
Para 1990, Sabatini había ganado 14 títulos oficiales en singles, incluyendo el Masters, pero ninguno del Grand Slam. En junio de ese año contrató como entrenador al brasileño Carlos Kirmair y comenzó entonces el mejor período de su carrera tenística. El 8 de septiembre de ese año ganó el Abierto de Estados Unidos, derrotando en la final a Steffi Graf por 6-2 y 7-6. En noviembre llegó a la final del Masters perdiendo ante la yugoslava Mónica Seles en el primer partido en la historia del tenis femenino a 5 sets.
En 1991, Sabatini tuvo un excelente desempeño ganando 5 títulos el mes de mayo y perfilándose como una de las favoritas a los títulos en Roland Garros y Wimbledon, llegando a la final de este último donde había ganado en dobles en 1988 en dupla con la alemana Steffi Graf. En el final del individual femenino de Wimbledon, Steffi se deshizo de Sabatini 6-4, 3-6, 8-6.  En el tercer set, Sabatini servía dos veces para ganar el partido, e incluso estuvo a sólo 2 puntos de ganar el título, pero Steffi logró remontar para vencer a Sabatini.
El 24 de junio de 1991, en el All England, Sabatini estuvo a dos puntos de ser la número 1 del mundo. Dominaba la final en el tercer set frente a Graf 5-4 y 30-30 con su saque y sabía que el título le representaría el número 1 del ranking. Pero Graf ganó esos dos puntos dramáticos y se impuso por 6-4, 3-6 y 8-6. Este partido marcó el quiebre psicológico final de Gabriela Sabatini: "Me faltó coraje, animarme a ser la número uno"..."Estuve a un partido de serlo, con Steffi Graf en Wimbledon y con Mónica Seles en Roland Garros. Eso me comía la cabeza, me bloqueaba en la cancha. Había un tema psicológico que ojalá hubiera podido trabajar”, confesó.
El 10 de mayo de 1992, Sabatini derrotaba en la final del Abierto de Italia a la entonces número uno Mónica Seles, obteniendo así su 25.º título y jugando quizás al mejor nivel de su carrera tenística. Se perfilaba como una de las favoritas a obtener el torneo Roland Garros, pero perdió en semifinales con Mónica Seles, y a partir de ese momento la carrera de Sabatini entró en un paulatino declive.
A pesar de buenos resultados en el resto de la temporada '92, al año siguiente —por primera vez desde 1985— no obtuvo ningún título. Durante la temporada 1994 los resultados tampoco se daban, y ya muchos creían que su carrera terminaba. Sin embargo Sabatini sorprendió una vez más al adjudicarse por segunda vez el Masters derrotando en la final a Lindsay Davenport. En su debut del torneo, Sabatini había derrotado a Martina Navratilova, siendo éste el último partido oficial de la checa.
En enero de 1995 ganó en Sídney su último título profesional, eliminando nuevamente a Lindsay Davenport.
Sabatini anunció su retiro del tenis el 24 de octubre de 1996 en el Madison Square Garden de Nueva York, la ciudad de sus mayores triunfos. Durante sus 14 años como profesional, Sabatini ganó 39 títulos, 27 en individuales y 12 en dobles. Es la tenista que en más ocasiones ha vencido a Steffi Graf, con un total de 11 veces de 40 que se enfrentaron.
En mayo de 2022 es invitada por el torneo de Roland Garros a jugar el “Trophee des legendes” junto a Gisela Dulko, repitiéndolo en 2023.

### Distinciones
En 1985 es nombrada Corel WTA Tour Most Impressive Newcomer.
En 1987 y 1988, fue galardonada con el Premio Olimpia de Oro como la mejor deportista del año. Totalizando en su carrera siete Olimpia de Plata (1987, 1988, 1990, 1991, 1992, 1994 y 1996), dos Olimpia de Oro (1987 y 1988) y Olimpia de Brillante en 2022. 
En 1991 recibe el “Corel WTA Tour Most Improved Player Award”.
En 1992, una rosa es llamada en su honor "Gabriela Sabatini Rose" siendo la primera vez en la historia que este honor es dado a una tenista; otras celebridades que han tenido este privilegio fueron Ingrid Bergman, la reina Isabel II, Audrey Hepburn, Elizabeth Taylor, John F. Kennedy, Pablo Picasso, Cary Grant, entre otros.
El 24 de agosto de 1992 el mayor Maureen O´Connor le hace entrega de la llave de la Ciudad de San Diego, California.
En 1995 es elegida para la campaña nacional de Estados Unidos (Got Milk?) para fomentar los beneficios de la leche retratada por la famosa fotógrafa Annie Leibovitz.  
En 1996 recibe el “WTA Tour Diamond Aces Award”, premio entregado a jugadores que se destacan por promover el tenis dentro y fuera de la cancha.
En 1998 su perfume “Bolero” recibe el “German FiFi-Award”, uno de los premios mas prestigiosos de la industria del perfume.
El 23 de junio de 2000 el Mayor Williams le otorga la llave de la ciudad de Washington D. C.
En 2000 recibió el Premio Konex de Brillante a la mejor deportista de la década, otorgado por la Fundación Konex.
En 2002 recibe un premio de la WTA Tour como mentora de Katarina Srebotnik dentro del programa  “Partners for Success Alumni program”.
En mayo de 2003 la nombran ciudadana ilustre de Potenza Picena en Italia. Lugar de origen de su familia.
El 5 de diciembre de 2005 Fox Sports Latin America le hace entrega del “Lifetime Achievment Award” en honor a su carrera.
El 8 de marzo de 2006 el Comité Olímpico Internacional le hace entrega del premio a nivel mundial “Mujer y Deporte 2006” en una ceremonia celebrada en la Organización Internacional del Trabajo (ILO) en Ginebra, Suiza, por su apoyo a la promoción de jóvenes deportistas. Este Trofeo evalúa no sólo trayectorias deportivas, sino fundamentalmente las actividades que realizan personas y/o instituciones en pos de la promoción de la participación de la mujer en el deporte.
El 22 de junio de 2006 es nombrada “Personalidad Destacada del Deporte de la Ciudad Autónoma de Buenos Aires” por la legislatura mediante la sanción por unanimidad de la ley Nº 2008.
Fue incluida en el Salón de la Fama del Tenis Internacional el 15 de julio de 2006.
El 11 de septiembre de 2006 es distinguida con el premio “Jorge Newbery” de bronce. Un premio entregado por la Ciudad Autónoma de Buenos Aires para destacar a las grandes personalidades del deporte.
El 19 de octubre de 2006 es reconocida con el “Premio Delfo Cabrera de Oro”. Estos premios se entregan a destacados deportistas que han dejado la actividad profesional y que son referentes por el aporte que han realizado para difundir y engrandecer el deporte.
El 22 de marzo de 2007 es convocada por UNESCO y la Organización Mundial de la Salud (OMS) para difundir nuevos tratamientos para combatir los diferentes tipos de cánceres que afectan en particular a las mujeres.
El 11 de abril de 2008 en homenaje a los Juegos Olímpicos de Pekín 2008, tuvo el honor de encender el pebetero instalado en el Club Hípico Argentino en el paso de la antorcha olimpica por la ciudad de Buenos Aires.
El 10 de mayo de 2008 recibe la Raqueta de Oro. Premio otorgado por el Torneo de Roma en honor a su trayectoria. 
El 8 de octubre de 2014 el Gobierno de la Ciudad de Buenos Aires inaugura la escultura de Gabriela Sabatini en el “Paseo de la Gloria” en Puerto Madero.
El 10 de julio de 2018 en Wimbledon, Rod Laver le hace entrega del premio Jean Borotra CQS Sportsmanship, que distingue a tenistas que a lo largo de su carrera profesional mostraron excelente nivel de deportividad.
El 4 de junio de 2019 en Roland Garros recibe la máxima distinción de la Federación Internacional de Tenis (ITF), el premio Philippe Chatrier, otorgado desde 1996 a individuos y organizaciones por su significativa contribución al tenis dentro y fuera de la cancha.
El 16 de diciembre de 2019 la Cámara de Diputados de la Nación Argentina la homenajeó al entregarle la Mención de Honor “Juan Bautista Alberdi” por su trayectoria deportiva y compromiso con los valores democráticos y republicanos.  
En marzo de 2020 fue declarada Ciudadana Ilustre por la Legislatura de la Ciudad Autónoma de Buenos Aires en reconocimiento a los logros de su carrera deportiva.
El 21 de diciembre de 2022 fue declarada "Embajadora del Deporte Olímpico Argentino" por el Comité Olímpico Argentino en su tradicional entrega de distinciones anuales.
En diciembre de 2022 recibe el Premio “Olimpia de Brillante” por el Círculo de Periodistas Deportivos por su trayectoria.

## Vida personal
A fines de la década de 1980, Sabatini lanzó una línea de fragancias tras asociarse con la empresa alemana de perfumes Mülhens. Su fragancia insignia debutó en 1989. Desde su retiro, ha continuado promoviendo sus líneas de perfumes.
En 1994, la empresa Great American Doll Company creó una muñeca con la imagen de Sabatini vestida con atuendo de tenis. 
Ese mismo año, Sabatini publicó un libro motivacional titulado "My Story".
Gabriela ha manifestado en diversas entrevistas su interés por la música y el canto. Durante sus viajes solía llevar consigo una guitarra, ya que cantar era una de sus actividades recreativas favoritas. Según relató en una entrevista con CNN, tomó clases de canto por recomendación de su amiga, la cantante argentina Valeria Lynch, quien también le presentó a un profesor. A pesar de los elogios y del estímulo para presentarse en público, Sabatini decidió no hacerlo, expresando su deseo de mantener esa faceta como una actividad privada. No obstante, en 1998 participó en el programa de televisión Más te Vale, donde cantó junto a Valeria Lynch. Más tarde, en mayo de 2004, interpretó una canción junto al cantante neerlandés René Froger durante la presentación de una de sus fragancias en un evento multitudinario celebrado en el estadio del Ajax de Ámsterdam, Países Bajos.
Sabatini también realizó un curso de Barista de Café de Especialidad en la ciudad de Zúrich, Suiza, marcando el inicio de su interés y compromiso con la cultura del café de alta calidad.
En 2014, Gabriela Sabatini fue nombrada Embajadora de la Fundación Argentina contra el Cáncer de Mama (FACEC), una organización que promueve la formación de profesionales especializados en oncología, apoya iniciativas de prevención primaria del cáncer en la población general y fomenta la creación de becas de estudio para médicos y personal de enfermería.
Fue nombrada también Madrina de la Fundación Baccigalupo en Mar del Plata, Argentina, una organización dedicada a promover la inclusión de personas con discapacidad a través del deporte como herramienta para mejorar la calidad de vida.
Motivada por su pasión por el ciclismo, participó de forma no competitiva en el Tour de France, recorriendo varias etapas del circuito y logrando ascender el Mont Ventoux, uno de los puertos más emblemáticos de la competencia. Además, entrenó junto a la selección argentina de ciclismo paralímpico, con quienes completó el recorrido alrededor del Lago de Garda, en Italia.
Se encuentra radicada desde hace varios años en Zúrich, Suiza, donde practica ciclismo de ruta, pero viaja constantemente a Buenos Aires y Miami.
Es hermana de Osvaldo Sabatini, el cual se encuentra casado con la actriz venezolana Catherine Fulop y es tía de Oriana Sabatini, casada con el futbolista Paulo Dybala, y de Tiziana Sabatini.

## Torneos de Grand Slam (2; 1+1)

### Individuales (1)

#### Títulos
| Año  | Campeonato        | Oponente en la final | Resultado   |
| 1990 | Abierto de EE.UU. | Steffi Graf          | 6–2, 7–6(4) |

#### Finalista (2)
| Año  | Campeonato        | Oponente en la final | Resultado     |
| 1988 | Abierto de EE.UU. | Steffi Graf          | 6–3, 3–6, 6–1 |
| 1991 | Wimbledon         | Steffi Graf          | 6–4, 3–6, 8–6 |

### Dobles (1)

#### Títulos
| Año  | Campeonato | Pareja      | Oponentes en la final          | Resultado       |
| 1988 | Wimbledon  | Steffi Graf | Larisa Neiland Natasha Zvereva | 6-3, 1-6, 12-10 |

#### Finalista (3)
| Año  | Campeonato    | Pareja      | Oponentes en la final                | Resultado |
| 1986 | Roland Garros | Steffi Graf | Martina Navratilova Andrea Temesvári | 1-6, 2-6  |
| 1987 | Roland Garros | Steffi Graf | Martina Navratilova Pam Shriver      | 2-6, 1-6  |
| 1989 | Roland Garros | Steffi Graf | Larisa Neiland Natasha Zvereva       | 4-6, 4-6  |

## Torneos WTA (40; 27+13)

### Individuales (27)

#### Títulos
| Leyenda               |
| Grand Slam (1)        |
| WTA Championships (2) |
| Tier I (11)           |
| WTA Tour (13)         |

| N.º | Fecha                    | Torneo                             | Superficie    | Oponente en la final    | Resultado      |
| --- | ------------------------ | ---------------------------------- | ------------- | ----------------------- | -------------- |
| 1.  | 20 de octubre de 1985    | Tokio                              | Dura          | Linda Gates             | 6-3 6-4        |
| 2.  | 7 de diciembre de 1986   | Buenos Aires                       | Tierra batida | Arantxa Sánchez Vicario | 6-1 6-1        |
| 3.  | 20 de septiembre de 1987 | Tokyo (Pan Pacific)                | Moqueta       | Manuela Maleeva         | 6-4 7-6(6)     |
| 4.  | 25 de octubre de 1987    | Brighton                           | Moqueta       | Pam Shriver             | 7-5 6-4        |
| 5.  | 6 de diciembre de 1987   | Buenos Aires                       | Tierra batida | Isabel Cueto            | 6-0 6-2        |
| 6.  | 13 de marzo de 1988      | Boca Raton                         | Dura          | Steffi Graf             | 2-6 6-3 6-1    |
| 7.  | 8 de mayo de 1988        | Roma                               | Tierra batida | Helen Kelesi            | 6-1 6-7(4) 6-1 |
| 8.  | 21 de agosto de 1988     | Montreal                           | Dura          | Natasha Zvereva         | 6-1 6-2        |
| 9.  | 20 de noviembre de 1988  | WTA Tour Championships, Nueva York | Moqueta       | Pam Shriver             | 7-5 6-2 6-2    |
| 10. | 2 de abril de 1989       | Miami                              | Dura          | Chris Evert             | 6-1 4-6 6-2    |
| 11. | 16 de abril de 1989      | Amelia Island                      | Tierra batida | Steffi Graf             | 3-6 6-3 7-5    |
| 12. | 14 de mayo de 1989       | Roma                               | Tierra batida | Arantxa Sánchez Vicario | 6-2 5-7 6-4    |
| 13. | 15 de octubre de 1989    | Filderstadt                        | Moqueta       | Mary Joe Fernández      | 7-6(5) 6-4     |
| 14. | 11 de marzo de 1990      | Boca Raton                         | Dura          | Jennifer Capriati       | 6-4 7-5        |
| 15. | 9 de septiembre de 1990  | US Open, Nueva York                | Dura          | Steffi Graf             | 6-2 7-6(4)     |
| 16. | 3 de febrero de 1991     | Tokio                              | Carpeta       | Martina Navratilova     | 2-6 6-2 6-4    |
| 17. | 10 de marzo de 1991      | Boca Raton                         | Dura          | Steffi Graf             | 6-4 7-6(6)     |
| 18. | 7 de abril de 1991       | Hilton Head                        | Tierra batida | Leila Meskhi            | 6-1 6-1        |
| 19. | 14 de abril de 1991      | Amelia Island                      | Tierra batida | Steffi Graf             | 7-5 7-6(3)     |
| 20. | 12 de mayo de 1991       | Roma                               | Tierra batida | Mónica Seles            | 6-3 6-2        |
| 21. | 12 de enero de 1992      | Sídney                             | Dura          | Arantxa Sánchez Vicario | 6-1 6-1        |
| 22. | 2 de febrero de 1992     | Tokio                              | Moqueta       | Martina Navratilova     | 6-2 4-6 6-2    |
| 23. | 5 de abril de 1992       | Hilton Head                        | Tierra batida | Conchita Martínez       | 6-1 6-4        |
| 24. | 12 de abril de 1992      | Amelia Island                      | Tierra batida | Steffi Graf             | 6-2 1-6 6-3    |
| 25. | 10 de mayo de 1992       | Roma                               | Tierra batida | Mónica Seles            | 7-5 6-4        |
| 26. | 20 de noviembre de 1994  | WTA Tour Championships, Nueva York | Moqueta       | Lindsay Davenport       | 6-3 6-2 6-4    |
| 27. | 15 de enero de 1995      | Sídney                             | Dura          | Lindsay Davenport       | 6-3 6-4        |

#### Finalista (28)
| Leyenda               |
| Grand Slam (2)        |
| WTA Championships (2) |
| Juegos Olímpicos (1)  |
| Tier I (5)            |
| WTA Tour (18)         |

| N.º | Fecha                    | Torneo                             | Superficie    | Oponente en la final    | Resultado           |
| --- | ------------------------ | ---------------------------------- | ------------- | ----------------------- | ------------------- |
| 1.  | 14 de abril de 1985      | Hilton Head                        | Tierra batida | Chris Evert             | 4-6 0-6             |
| 2.  | 10 de noviembre de 1985  | Tampa                              | Dura          | Stephanie Rehe          | 4-6 7-6(4) 5-7      |
| 3.  | 3 de mayo de 1986        | Indianápolis                       | Tierra batida | Steffi Graf             | 6-2 6-7(5) 4-6      |
| 4.  | 10 de mayo de 1987       | Roma                               | Tierra batida | Steffi Graf             | 5-7 6-4 0-6         |
| 5.  | 22 de noviembre de 1987  | WTA Tour Championships, Nueva York | Moqueta       | Steffi Graf             | 6-4 4-6 0-6 4-6     |
| 6.  | 10 de abril de 1988      | Hilton Head                        | Tierra batida | Martina Navratilova     | 1-6 6-4 4-6         |
| 7.  | 17 de abril de 1988      | Amelia Island                      | Tierra batida | Martina Navratilova     | 0-6 2-6             |
| 8.  | 14 de agosto de 1988     | Los Ángeles                        | Dura          | Chris Evert             | 6-2 1-6 1-6         |
| 9.  | 11 de septiembre de 1988 | US Open, Nueva York                | Dura          | Steffi Graf             | 3-6 6-3 1-6         |
| 10. | 2 de octubre de 1988     | Seúl                               | Dura          | Steffi Graf             | 3-6 3-6             |
| 11. | 23 de abril de 1989      | Tampa                              | Tierra batida | Conchita Martínez       | 3-6 2-6             |
| 12. | 21 de mayo de 1989       | Berlín                             | Tierra batida | Steffi Graf             | 3-6 1-6             |
| 13. | 13 de agosto de 1989     | Los Ángeles                        | Dura          | Martina Navratilova     | 0-6 2-6             |
| 14. | 14 de octubre de 1990    | Zúrich                             | Moqueta       | Steffi Graf             | 3-6 2-6             |
| 15. | 11 de noviembre de 1990  | Massachusetts                      | Moqueta       | Steffi Graf             | 6-7(5) 3-6          |
| 16. | 18 de noviembre de 1990  | WTA Tour Championships, Nueva York | Moqueta       | Mónica Seles            | 4-6 7-5 6-3 4-6 2-6 |
| 17. | 24 de marzo de 1991      | Miami                              | Dura          | Mónica Seles            | 3-6 5-7             |
| 18. | 7 de julio de 1991       | Wimbledon, Londres                 | Hierba        | Steffi Graf             | 4-6 6-3 6-8         |
| 19. | 22 de marzo de 1992      | Miami                              | Dura          | Arantxa Sánchez Vicario | 1-6 4-6             |
| 20. | 27 de septiembre de 1992 | Tokio                              | Moqueta       | Mónica Seles            | 2-6 0-6             |
| 21. | 18 de octubre de 1992    | Filderstadt                        | Moqueta       | Martina Navratilova     | 6-7(1) 3-6          |
| 22. | 11 de abril de 1993      | Amelia Island                      | Tierra batida | Arantxa Sánchez Vicario | 2-6 7-5 2-6         |
| 23. | 9 de mayo de 1993        | Roma                               | Tierra batida | Conchita Martínez       | 5-7 1-6             |
| 24. | 16 de mayo de 1993       | Berlín                             | Tierra batida | Steffi Graf             | 6-7(3) 6-2 4-6      |
| 25. | 10 de abril de 1994      | Amelia Island                      | Tierra batida | Arantxa Sánchez Vicario | 1-6 4-6             |
| 26. | 22 de mayo de 1994       | Estrasburgo                        | Tierra batida | Mary Joe Fernández      | 6-2 4-6 0-6         |
| 27. | 9 de abril de 1995       | Amelia Island                      | Tierra batida | Conchita Martínez       | 1-6 4-6             |
| 28. | 15 de octubre de 1995    | Filderstadt                        | Dura          | Iva Majoli              | 4-6 6-7(4)          |

### Dobles (12)
| N.º | Fecha | Torneo              | Superficie    | Pareja                  | Oponente en la final                     | Resultado        |
| --- | ----- | ------------------- | ------------- | ----------------------- | ---------------------------------------- | ---------------- |
| 1   | 1985  | São Paulo           | Tierra batida | Mercedes Paz            | Neige Dias Csilla Bartos-Cserepy         | 7-5, 6-4         |
| 2   | 1985  | Monticello          | Dura          | Mercedes Paz            | Andera Holikova Katerina Bohmova         | 5–7, 6–4, 6–3    |
| 3   | 1985  | Tampa               | Dura          | Carling Bassett-Seguso  | Lisa Bonder-Kreiss Laura Arraya          | 6-0, 6-0         |
| 4   | 1986  | US Open Clay Courts | Tierra batida | Steffi Graf             | Gigi Fernández Robin White               | 6–2, 6–0         |
| 5   | 1986  | Montreal            | Dura          | Zina Garrison           | Pam Shriver Helena Suková                | 7–6(2), 5–7, 6–4 |
| 6   | 1986  | Zúrich              | Moqueta       | Steffi Graf             | Lori McNeil Alycia Moulton               | 1–6, 6–4, 6–4    |
| 7   | 1987  | Amelia Island       | Tierra batida | Steffi Graf             | Hana Mandlíková Wendy Turnbull           | 3–6, 6–3, 7–5    |
| 8   | 1987  | Roma                | Tierra batida | Martina Navratilova     | Claudia Khode-Kilsch Helena Zuková       | 6–4, 6–1         |
| 9   | 1987  | Buenos Aires        | Tierra batida | Mercedes Paz            | Jill Hetherington Christiane Jolissaint  | 6–2, 6–2         |
| 10  | 1988  | Miami               | Dura          | Steffi Graf             | Gigi Fernández Zina Garrison             | 7–6(6), 6–3      |
| 11  | 1988  | Wimbledon, Londres  | Hierba        | Steffi Graf             | Larisa Savchenko Neiland Natasha Zvereva | 6–3, 1–6, 12–10  |
| 12  | 1990  | Montreal            | Dura          | Betsy Nagelsen          | Helen Kelesi Raffaella Reggi             | 3–6, 6–2, 6–2    |
| 13  | 1995  | Chicago             | Moqueta       | Brenda Schultz-McCarthy | Tami Whitlinger Jones Marianne Werdel    | 5–7, 7–6(4), 6–4 |
| 14  | 1995  | Toronto             | Dura          | Brenda Schultz-McCarthy | Martina Hingis Iva Majoli                | 4–6, 6–0, 6–3    |

#### Clasificación en torneos del Grand Slam
| Torneos              | 1984 | 1985 | 1986 | 1987 | 1988 | 1989 | 1990 | 1991 | 1992 | 1993 | 1994 | 1995 | 1996 | Carrera |
| -------------------- | ---- | ---- | ---- | ---- | ---- | ---- | ---- | ---- | ---- | ---- | ---- | ---- | ---- | ------- |
| Abierto de Australia | -    | -    | -    | -    | -    | SF   | 3r   | CF   | SF   | SF   | SF   | 1r   | 4r   | 0       |
| Roland Garros        | -    | SF   | 4r   | SF   | SF   | 4r   | 4r   | SF   | SF   | CF   | 1r   | CF   | -    | 0       |
| Wimbledon            | -    | 3r   | SF   | CF   | 4r   | 2r   | SF   | F    | SF   | CF   | 4r   | CF   | -    | 0       |
| US Open              | 3r   | 1r   | 4r   | CF   | F    | SF   | G    | CF   | CF   | CF   | SF   | SF   | 3r   | 1       |